# 克东站
克东站，位于中华人民共和国黑龙江省齐齐哈尔市克东县宝泉镇，是齐北铁路上的火车站，建于1928年，由哈尔滨铁路局齐齐哈尔车务段管辖。

## 車站周邊
- 农村商业银行宝泉农村信用合作社
- 克东县宝泉国税局
- 中国移动宝泉营业厅
- 克东四中

## 歷史
- 建于1928年。

## 业务办理
办理旅客乘降，行李包裹托运业务。货运办理整车，零担货物到发。

## 外部連結
- 中国铁路客户服务中心（页面存档备份，存于）